# VERTICAL HORIZON
『VERTICAL HORIZON』（バーティカル・ホライズン）は、日本の歌手・黒崎真音が2013年4月10日にジェネオン・ユニバーサルから発売した2枚目のオリジナルアルバム。

## 内容
前作『Butterfly Effect』から約1年4ヶ月ぶりのアルバム。
シングル「HELL:ium」「黎鳴 -reimei-」「UNDER/SHAFT」と、Rayとのスプリットシングル「悠久ノ謳」を含む全13曲入りで、今作は前作よりライブを意識して制作された。また、今作ではジャンルの振り幅が大きいシングルに対し、R・O・Nのアドバイスでデジタルサウンドを取り入れてアルバムとして一本軸を形成しており、全体として前作とは異なり、後半に向かって太陽が昇っていくイメージが表されている。
タイトルは「垂直な地平線」という意味であり、黒崎曰く「いろいろな角度から曲を感じて欲しい」という思いを込めてつけられた。
初回限定盤および通常盤の2形態で発売され、初回限定盤には特典としてSHIBUYA-AXで行われた『MAON KUROSAKI LIVE 2012 FALL 〜2nd Anniversary〜』のライブ映像が収録されたBlu-rayが同梱された。また、初回限定盤と通常盤共通特典として『神狩デモンズトリガー』の限定カード用シリアルコードが封入された。

## 収録曲
1. 生まれ出づる物語 [1:08]
作曲・編曲：R・O・N
2. UNDER/SHAFT [3:49]
作詞：黒崎真音
作曲・編曲：R・O・N
5thシングルの表題曲。
3. 【Dreamed wolf】 [3:47]
作詞：黒崎真音
作曲・編曲：R・O・N
4つ打ちのビートを取り入れた楽曲[1]。
4. 十鬼の絆 [4:39]
作詞：黒崎真音
作曲・編曲：デワヨシアキ
Rayとのスプリットシングルの1曲目。
5. VERTICAL HORIZON [3:35]
作詞：黒崎真音
作曲・編曲：fu_mou
今作の表題曲。規則など守るべきことや慣れていかなければいけないことがある社会で、慣れすぎて自分を失くさないでほしいというメッセージが込められている[1]。
6. starry×ray [4:21]
作詞：黒崎真音
作曲・編曲：井内舞子
今作で最後に完成した、「Magic∞world」に通じるポップな楽曲[1]。
7. Dresser Girl...♡ [3:25]
作詞：黒崎真音
作曲・編曲：fu_mou
エレクトロ色の強い楽曲。20代の女性が持つ、セクシーさや乙女心を意識して歌詞が書かれた[1]。
8. Distrigger [4:26]
作詞・作曲・編曲：fu_mou
本作で唯一黒崎が作詞を手掛けていない楽曲。
9. 鳴り響いた鼓動の中で、僕は静寂を聴く [4:40]
作詞：黒崎真音
作曲・編曲：a2c
3rdシングルの表題1曲目。
10. FRIDAY MIDNIGHT PARTY!! [3:45]
作詞：黒崎真音
作曲・編曲：R・O・N
今作で最初に完成した楽曲で、振り付けを入れてライブ映えするイメージで制作された。「Dresser Girl...♡」同様エレクトロ色の強い楽曲で、20代の女性を意識して歌詞が書かれた[1]。
11. Just believe. [4:57]
作詞：黒崎真音
作曲・編曲：デワヨシアキ
3rdシングルの表題3曲目。
12. 黎鳴 -reimei- [4:43]
作詞：黒崎真音
作曲・編曲：デワヨシアキ
4thシングルの表題曲。
13. story〜キミへの手紙〜 [4:34]
作詞：黒崎真音
作曲・編曲：R・O・N
各々が温かい人生のテーマを持って生きていってほしいという気持ちで書かれた楽曲[1]。

## 参加ミュージシャン
- 黒崎真音：Vocal (全曲)

Additional Musician
- R・O・N：All Instruments (#1,2,)、Guitar (#3,10,13) & Keyboards (#3,10,13) & Programming (#3,10,13)
- fu_mou：All Instruments (#5,7,8)
- 井内舞子：Programming (#6)
- デワヨシアキ：Guitar & Programming (#4,11,12)
- チャーリー田中：Guitar (#6)
- a2c：Guitar & Programming (#9)
- 川島弘光：Bass (#3,10,13)
- blanca：Bass (#4,11,12)
- hisashi：Bass (#9)
- 山縣亮：Drums (#3,10,13)
- 石井悠也：Drums (#4)
- mochi：Drums (#9)
- 河村吉宏：Drums (#11)
- 小林哲也：Piano (#4)
- 紺野紗衣：Piano (#11)
- 村田泰子ストリングス：Strings (#4,11,12)

## タイアップ
- 独立放送局・テレビ愛知系アニメ『ヨルムンガンド PERFECT ORDER』オープニングテーマ (#2)
- PlayStation Portable専用ゲームソフト『十鬼の絆 〜関ヶ原奇譚〜』オープニングテーマ (#4)
- Android/iOS専用携帯電話ゲーム『神狩デモンズトリガー』オープニングテーマ (#8)
- ユナイテッド・シネマ配給映画『リアル鬼ごっこ3』主題歌 (#9)
- ユナイテッド・シネマ配給映画『リアル鬼ごっこ5』主題歌 (#11)
- 独立放送局・読売テレビ・テレビ愛知系アニメ『薄桜鬼 黎明録』オープニングテーマ (#12)